# Kundratice
Kundratice (deutsch Kundratitz) ist eine Gemeinde in Tschechien. Sie liegt zehn Kilometer nordöstlich von Velké Meziříčí und gehört zum Okres Žďár nad Sázavou.

## Geographie
Kundratice befindet sich in der zur Böhmisch-Mährischen Höhe gehörigen Křižanovská vrchovina (Krischanauer Bergland). Das Dorf liegt am Oberlauf des Baches Libochovka, auch als  Libochůvka bezeichnet und wird von zahlreichen Teichen umgeben. Nordwestlich erhebt sich der Spalený kopec (595 m) und im Südwesten der Vinohrádek (560 m).
Nachbarorte sind Horní Hlíny und Dolní Hlíny im Norden, Horní Libochová im Nordosten, Bojanov im Osten, Kadolec im Süden, Křižanov im Südwesten, Dobrá Voda und Jívoví im Westen sowie Jakubovský Dvůr im Nordwesten.

## Geschichte
Die erste urkundliche Erwähnung von Cunraczicz erfolgte im Jahre 1358, als Vznata von Křižanov das Dorf seiner Frau als Mitgift überschrieb. Im Ortsnamen steckt der Name Kunrad (deutsch Konrad) im Sinne von Dorf des Konrad. Um 1690 wurde an der Unteren Mühle ein Eisenhammer und Hochofen errichtet, der bis ins 18. Jahrhundert betrieben wurde.
Nach der Aufhebung der Patrimonialherrschaften bildete Kundratice ab 1850 einen Ortsteil der Minderstadt Křížánov im Bezirk Velké Meziříčí. Seit 1880 besteht die Gemeinde Kundratice. Im Dorf bestanden drei Wassermühlen, zwei Brettsägen eine Schmiede und eine Ziegelei. In der ersten Hälfte des 20. Jahrhunderts erfolgte die Fabrikation von Perlmutt. Mit Beginn des Jahres 1961 wurde der Okres Velké Meziříčí aufgelöst und die Gemeinde dem Okres Žďár nad Sázavou zugeordnet.

## Ortsgliederung
Für die Gemeinde Kundratice sind keine Ortsteile ausgewiesen.

## Sehenswürdigkeiten
- Kapelle mit Glockenturm, errichtet im 19. Jahrhundert. Daneben befindet sich ein Holzkreuz.
- Jakubovský Dvůr, der einzeln stehende Hof an einer Kette von Teichen und der auf einem Damm errichteten Mühle ist seit 1447 nachweisbar
- in zwei Hälften geborstenes Sühnekreuz am Spitalteich, aus dem 16. oder 17. Jahrhundert

## Söhne und Töchter der Gemeinde
- Josef Křenek (1889–1949), bedeutender Repräsentant der Böhmischen Brüderbewegung
- František Hanuš Žundálek (1871–1942), katholischer Publizist